# Депюи, Раймон

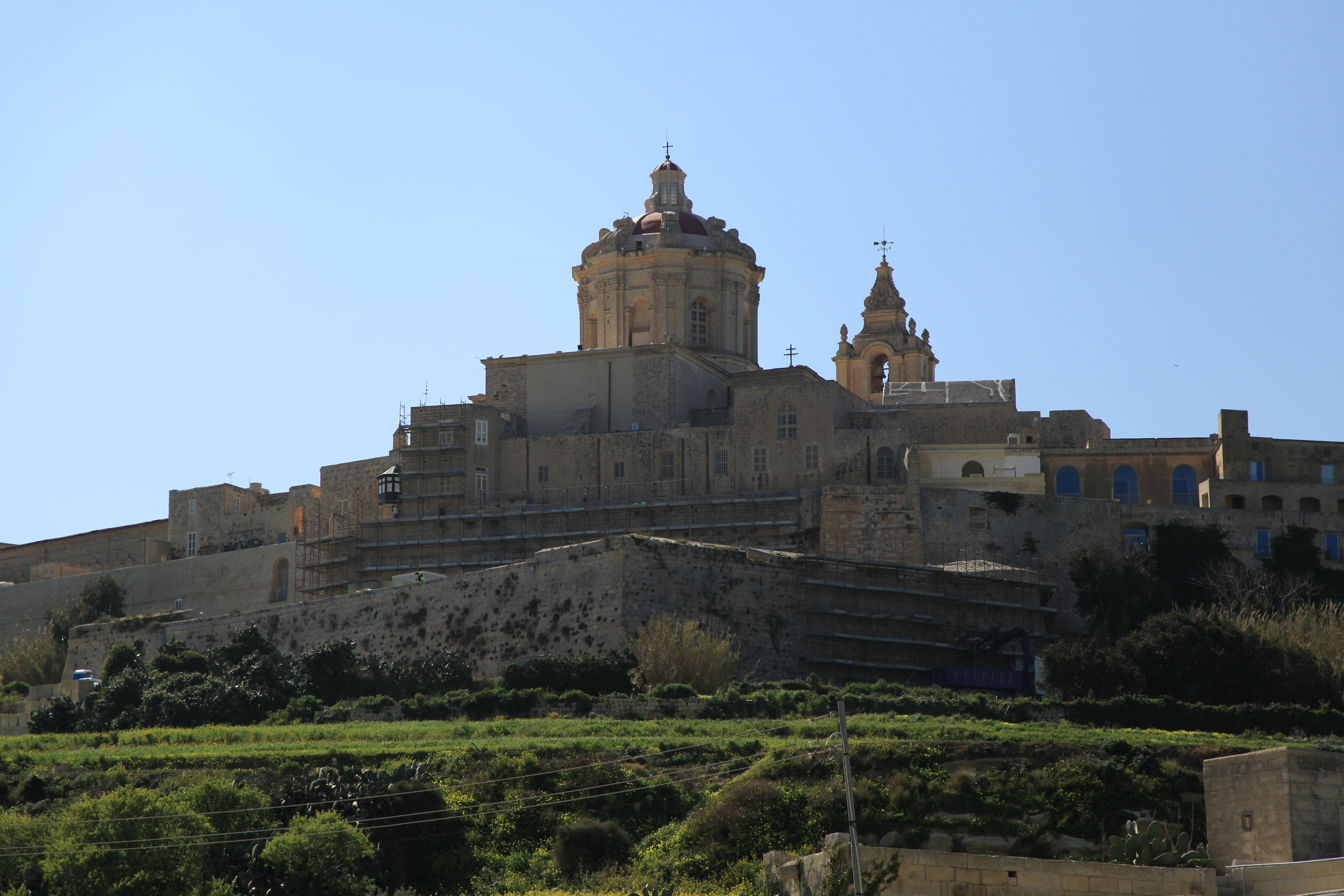
Бастион Депюи. Мдина, Мальта

Раймон Депюи ((фр. Raymond Despuig; 1670, Мальорка, Королевство Арагон — 15 января 1741, Валетта, Мальта) — 67-й великий магистр Мальтийского ордена (1736—1741).

## Биография
Из дворян королевства Арагон.
Занимал должность бальи, затем сенешаля на Мальорке.
16 декабря 1736 года стал великим магистром Мальтийского ордена.
Во время его правления было обновлено законодательство этого небольшого государства и пересмотрены права госпитальеров. Перестроен Собор Святого Иоанна (Валлетта). Несколько кораблей алжирского флота были захвачены галерами госпитальеров.
В 1739—1746 годах был построен новый бастион, как часть оборонных укреплений Мдины, названный Депюи в честь Великого Магистра.
Раймон Депюи занимал свой пост 5 лет.

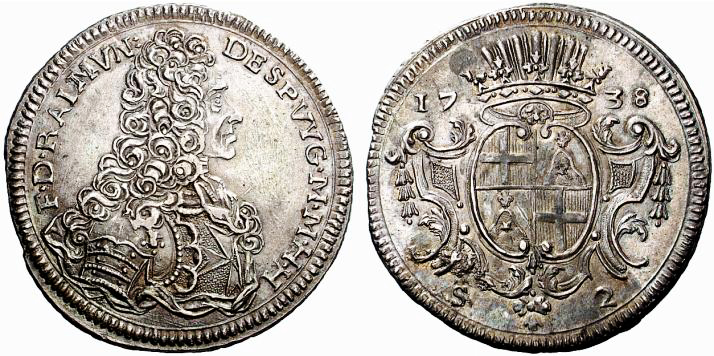
Монеты, выпущенные во время правления Раймона Депюи

Умер в Валлетте 15 января 1741 года. Похоронен в Соборе Святого Иоанна (Валлетта).